# New River Estuary
Das New River Estuary ist ein Ästuar im Einzugsgebiet der Stadt Invercargill City am südlichen Ende der Südinsel von Neuseeland.

## Geographie
Das in etwa 46 km² umfassende New River Estuary schließt südwestlich an das Stadtzentrum von Invercargill an und misst in seiner Länge ca. 12 km und an seiner breitesten Stelle ca. 7 km. Gespeist wird das Gewässer, das über eine mittlere Tiefe von 2 m verfügt, hauptsächlich über den Ōreti River, der von Westen in das Ästuar einmündet und über den Waihopai River, der von Norden seine Wässer zuträgt. Hinzu kömmen ein paar kleine Streams und Bäche aus südlichen bis östlichen Richtungen. Das New River Estuary entwässert ein 4314 km² großes Einzugsgebiet, das zu 60 % aus intensiv genutztem Weideland, zu 17 % aus weniger ertragreichem Weideland, zu 13 % aus einheimischem Wald und zu 8 % aus exotischem Wald besteht.
Das Gewässer öffnet sich nach Westen über eine Breite von ca. 600 m zur Foveaux Strait und steht damit unter dem Einfluss der Gezeiten.

## Flora und Fauna
Das Ästuar verfügt über ein breites Spektrum an Lebensräumen, worunter sich ausgedehnte Schlamm- und Sandflächen, Herzmuschelbänke und Gebiete mit Seegras- und Salzwiesen finden. Doch in Teilen des Gewässers dehnen sich die als Makroalgen bezeichneten Algen der Gattung Ulva und Gracilaria aus. Besonders betroffen davon ist der Teil des New River Estuary, der sich südlich des Mündungsbereichs des Waihopai River anschließt. Rund 1200 Hektar des Gebietes wurden im Laufe der Jahre trockengelegt, was die Fähigkeit des übrig gebliebenen Gebietes Nährstoff- und Sedimenteinträge zu filtern, zu verdünnen und zu assimilieren, stark beeinträchtigt.

## Abwassereinleitung
Das Abwasser der Stadt Invercargill fließt über den Waihopai River in das Ästuar. Im Rahmen der Abwasserbewirtschaftung werden die Abwässer zeitlich so gesteuert, dass sie mit der ablaufenden Flut freigesetzt werden. 1910 wurde am Rande der Stadt an der Flussmündung die erste Klärgrube errichtet. 1959 und 1969 erfolgten Modernisierungen der Abwasserbehandlung. Die Fertigstellung einer zweiten Abwasserbehandlungsanlage erfolgte im Jahr 1992 und sogenannte Reifungsteiche im Jahr 2004.
Zwischen 1930 und 1950 betrieb die Stadt in der Nähe der Stead Street eine Mülldeponie. Nachdem die Müllberge weiter nach Süden wanderten und in den Mündungsbereich des Waihopai River zu gehen drohten, errichtete man 1970 einen entsprechenden Absperrdamm. Im Jahr 2004 wurde die Mülldeponie dann gänzlich geschlossen und man begann das Areal in ein Erholungsgebiet mit Wander- und Radwegen umzuwandeln. Doch in jüngster Zeit konnte der Austritt von Sickerwasser beobachtet werden, das hohe Mengen von Stickstoff mit sich trägt und in das New River Estuary fließt.
Auch der Eintrag von Wässer aus der Milchviehhaltung belastet das Wasser des Ästuar. Die Begrenzung auf 221.994 Milchkühe in dem Einzugsgebiet soll die Wasserbelastung ebenfalls begrenzen.